# Австро-словенський конфлікт у Каринтії
Австро-словенський конфлікт у Каринтії — бойові дії, які відбувалися після Першої світової війни між військами, вірними Державі словенців, хорватів і сербів, а пізніше Королівству сербів, хорватів і словенців, та силами, відданими Республіці Німецька Австрія. Головним театром військових операцій був мішаний у мовному відношенні край на південному сході Каринтії. Конфлікт було врегульовано 1919 року Сен-Жерменським мирним договором, який передбачав розв'язання цього територіального спору шляхом плебісциту.
Багато словенськомовних місцевих жителів висловилися за приєднання до новоствореного Королівства сербів, хорватів і словенців (пізніше Югославії), тоді як німецькомовні мешканці, а також чимало словенців були прихильними до нещодавно проголошеної Республіки Німецька Австрія. Спірна територія належала Австро-Угорській імперії. У центрі конфлікту було положення кордону, що розділяв ці дві нові держави. У німецькомовній історіографії конфлікт зветься Kärntner Abwehrkampf («Каринтійська оборонна боротьба»), а у словенськомовній історіографії він відомий як Boj za severno mejo («Боротьба за північний кордон»).